# 泽畔吟
《澤畔吟》，古琴曲，意取屈原失意並且被放逐後，形容枯槁、顏色憔悴。此曲最早見於明代的《神奇秘譜》。

## 琴譜版本
本曲收錄於《神奇秘譜》、《浙音釋字琴譜》、《風宣玄品》、《琴譜正傳》、《西麓堂琴統》、《杏莊太音補遺》、《重修真傳琴譜》、《玉梧琴譜》、《藏春塢琴譜》、《琴苑心傳全編》等琴譜中。

## 曲意

### 《神奇祕譜》本

#### 解題
“是曲也，或云雪江之所製也。擬屈原以正事君，與時不合。于是見放，乃遊於江濵，因以忠君愛國之心，遂致形容枯悴之意。又附遇漁父而吿之，以伸其鬱結蒙塵之情，不意漁父戾己，鼓枻而去。原因無所控訴，不得已而止焉。其無可奈何之意，使聞者莫不感慨傷悼，痛哭流涕，而有嘆惜不已之意焉。”

#### 分段
全曲共四段，各段標題：
一、遊於江澤
二、行遇漁父
三、蒙塵埃污
四、鼓枻而歌

## 演奏版本
- 《神奇秘譜》，姚公白打譜並演奏。[3]
- 《神奇秘譜》，姚丙炎打譜。[4]
- 《神奇秘譜》，吳文光打譜。[5]